# Tales of the Texas Rangers

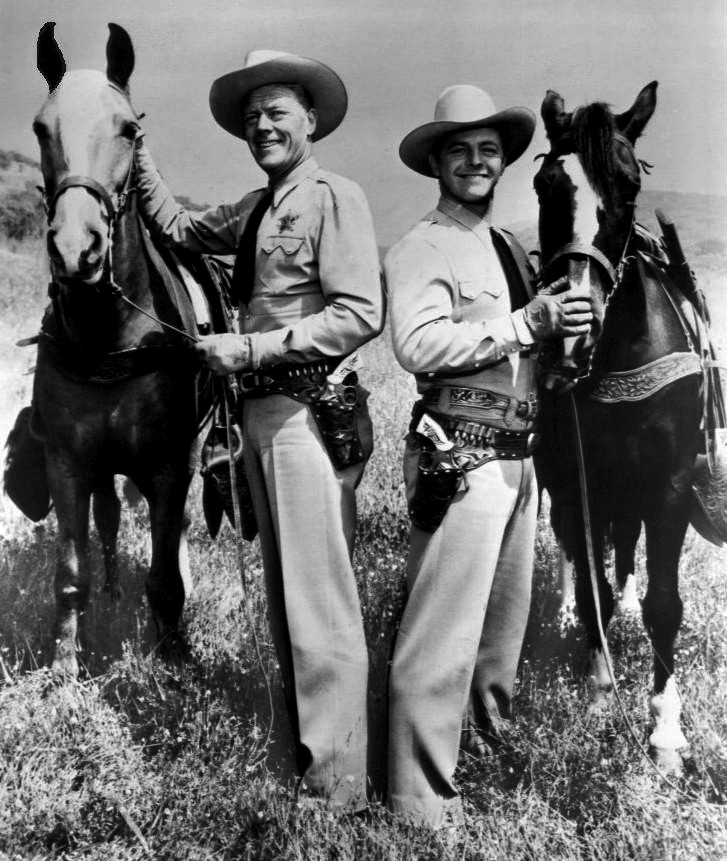
Willard Parker en Harry Lauter in de televisiereeks (1957)

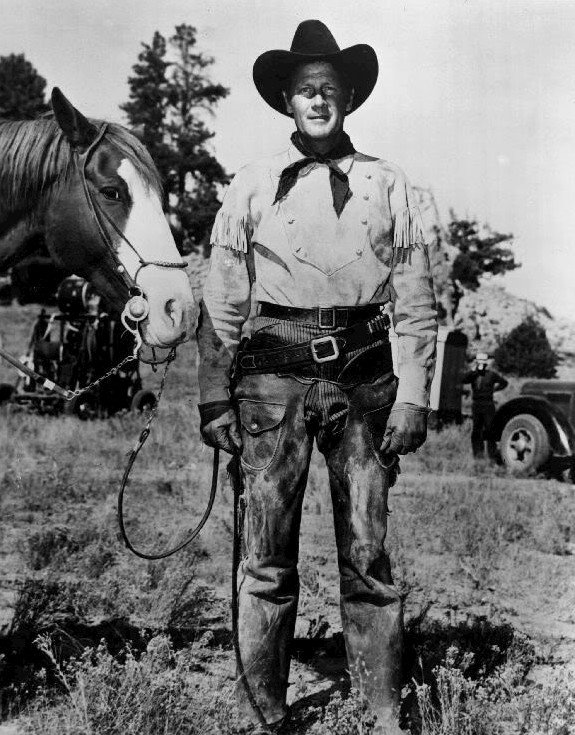
Joel McCrea op een publiciteitsfoto voor de radioserie (1950)

Tales of the Texas Rangers was een Amerikaanse radioserie die van 8 juli 1950 tot 14 september 1952 op NBC Radio te horen was. De reeks draaide rond Jayce Pearson (Joel McCrea), een Texas Ranger die misdadigers inrekende. Van 1955 tot 1957 werd de serie ook tot een televisiereeks bewerkt.
De openings- en eindscènes van elke aflevering werden ingevuld door de cast die naar de camera marcheerde terwijl ze het themalied, "These Are Tales of Texas Rangers", zongen op de melodie van "The Eyes of Texas Are Upon You", wat ook de melodie is van "I've Been Working on the Railroad".

## In populaire cultuur
- De tv-serie inspireerde de titel en de plot van het Suske en Wiske-album De Texasrakkers (1959).
- De Strangers zongen in het nummer "T.V. Truut" (1960) dat ze droomden dat ze een "Texas Ranger speelden naast Mathil."''